# Радоє Контич
Радоє Контич (31 травня 1937, Никшич) — чорногорський політик, югославський комуністичний активіст, у 1989—1991 роках голова Виконавчої ради Соціалістичної Республіки Чорногорії, з 1993 по 1998 рік прем'єр-міністр Федеративної Республіки Югославія.

## Життєпис
Народився 31 травня 1937 року в місті Никшич. Випускник Белградського університету. З 1961 р. працював у металургійній галузі. З 1956 р. Активіст Союзу комуністів Югославії, у 1974 р. вступив до центрального комітету. У 1978—1982 та 1986—1989 роках, як міністр без портфеля, він був членом уряду Соціалістичної Федеративної Республіки Югославії. Між цими періодами він був віце-президентом уряду Чорногорії. З березня 1989 по січень 1990 р. він був головою Виконавчої ради Чорногорії (прем'єр-міністром соціалістичної республіки)..
У 1991 році він належав до групи чорногорських комуністів, які перетворили партію в Демократичну партію соціалістів Чорногорії. У липні 1992 р. Радоє Контич став віце-прем'єр-міністром Союзної Республіки Югославії на чолі з Міланом Паничем. З лютого 1993 по травень 1998 р. був прем'єр-міністром федерального уряду. Він був офіційно звільнений у зв'язку з передбачуваною затримкою реформ.